# Father to Son
Father to Son es una canción escrita por Brian May que forma parte del álbum Queen II de 1974, el segundo de la banda de rock inglesa Queen.
La canción es la segunda del disco, antecedida por Procession y precedida por White Queen (As It Began). No existe pausa ni al comienzo ni al final, sino que las tres canciones se enlazan una tras otra.
Es una canción larga, de más de seis minutos de duración. Se nota la influencia de The Who, combinando partes muy cercanas al Heavy metal con otras más silenciosas en las que sólo se aprecia el piano que en algunas ocasiones era tocado por Brian May.

## En directo
Se interpretó en directo desde la primera gira del grupo, el Queen I Tour de 1973, hasta el Sheer Heart Attack Tour de 1974-75, siempre al principio de los conciertos. También se interpretó en el A Night at the Opera Tour de 1975-76, aunque solo en muy contadas ocasiones al final de la gira.